# Santiago (Putumayo)
Santiago is een gemeente in het Colombiaanse departement Putumayo. De gemeente, gelegen in de Cordillera Central, telt 5830 inwoners (2005). De belangrijkste economische sector van Santiago is de veeteelt, met ruim 8000 liter melkproductie per dag. Het rundvee is van het ras Holstein-Mestiza, dat per koe 5 liter melk per dag produceert.

## Inheemse bevolking
De inheemse volkeren van de gemeente stammen af van de Quechua uit Ecuador. De gemeente werd al in 1535 door de Spaanse conquistadores gesticht, maar verkreeg pas een officiële status op 7 december 1989.
Colón · Mocoa · Orito · Puerto Asís · Puerto Caycedo · Puerto Guzmán · Puerto Leguízamo · San Francisco · San Miguel · Santiago · Sibundoy · Valle del Guamuez · Villagarzón